# 古河機械金属
古河機械金属株式会社（ふるかわきかいきんぞく、英: FURUKAWA CO.,LTD.、旧社名:古河鉱業）は、東京都千代田区大手町2丁目に本社を置く非鉄金属・産業機械の大手メーカーである。また、東京日本橋の大型複合施設・コレド室町2（室町古河三井ビルディング、地上22階・地下4階・高さ116メートルの超高層ビル）の開発に参画するなど、メーカーでありながら不動産事業も行なっている。
創業は明治8年（1875年）で、創業者は古河市兵衛。古河電気工業、富士電機、富士通とともに「古河グループ（古河三水会）」の中核企業であり、旧・古河財閥の源流企業にして古河電工などの母体企業でもある。明治10年に足尾銅山の開発に着手、これが日本の銅産出量トップとなる（明治17年）など大鉱山に成長したことで古河財閥の礎を築く。その後、古河潤吉（2代目社長）・古河虎之助（3代・5代目社長）の下、足尾銅山を基盤に事業の近代化・企業の多角化を推進し、鉱山開発（古河機械金属）→電線製造（古河電工）→電気機器製造（富士電機）→通信機器製造（富士通）などと裾野を広げ、古河グループ各社が古河機械金属から様々な産業へと分社・独立していった（富士電機や富士通の「富士」は、古河の頭文字「ふ」とドイツ社シーメンスの「じ」に由来する）。また、急成長の過程で公害問題に直面したもののこれを克服し、近代日本産業の発展に大きく貢献した。
第二次世界大戦敗戦後の1946年（昭和21年）、持株会社整理委員会による指定（財閥解体）を受け古河財閥の持株会社としての機能を喪失、更に同年、岡田完二郎社長（のち富士通社長）や吉村萬治郎元社長、名取和作らがGHQの公職追放令に基づく追放指定（公職追放）を受けて重職を辞任させられるなど、終戦を境に再出発を図ることになった。1989年（平成元年）には「古河鉱業」から現社名に社名変更。元々は鉱業より発祥した企業であるが、石炭事業からの撤退や足尾銅山の閉山などを経て事業の多角化に成功し、現在では削岩機などの土木鉱山用機械のトップメーカーとして広く知られる。2005年、事業持株会社体制（事業持株会社である古河機械金属を中心に、子会社46社・関連会社17社で構成）へ移行した。東京証券取引所プライム市場に上場、足尾銅山鉱毒事件の原因企業としても著名。

## 会社概要
車両搭載型クレーン「ユニック」やトンネル掘削に多くの実績を持つトンネルドリルジャンボ（削岩機）などの土木鉱山用機械と銅の製錬を事業のメインとする日本の大手メーカー。削岩機は国内シェア首位（国内シェア90%）、ガリウムヒ素半導体の材料として使用される高純度金属ヒ素は国内唯一の製造メーカーであり世界シェア首位（世界シェア60%、国内シェア75%）である。古河機械金属のルーツは銅山経営（鉱業）にあるが、ここで培われた鉱山技術（鉱石の採掘、銅の製錬、鉱石の運搬、給排水、水処理、副産物の処理、動力源としての発電所建設など）が今日の高度な技術力・高い世界シェアを有する製品（鉱山やトンネルで使用する削岩機、泥水を排水するポンプ、排ガス処理技術、銅の副産物である濃硫酸や希少金属の生産など）の源泉となっている。
東京証券取引所プライム市場に上場している。
古河財閥（現・古河グループ）の各社は、そのほぼ全てが古河鉱業（現・古河機械金属）の一部門としてスタートしている。例えば、古河電気工業は古河鉱業から分離独立した（本所鎔銅所、横浜電線製造、日光電気精銅所の3社が合併）（古河鉱業から見れば子会社）。富士電機製造（現・富士電機）は古河電工とドイツ社シーメンスの合弁で設立された（古河鉱業から見れば孫会社）。富士通信機製造（現・富士通）は富士電機から分離独立した（古河鉱業から見れば曾孫会社）。富士通ファナック（現・ファナック）は富士通から分離独立した（古河鉱業から見れば玄孫会社）。また、横濱護謨製造（現・横浜ゴム）は、古河とアメリカ社グッドリッチの提携により設立。旭電化工業（現・ADEKA）は、古河と桂川電力（現・東京電力）、東京電気（現・東芝）の3社により設立。日本ゼオンは、古河とアメリカ社グッドリッチ・ケミカルの提携により設立。日本軽金属は、古河と東京電燈（現・東京電力）により設立。帝国生命保険（現・朝日生命保険）は、古河が株式の過半数を買い入れ経営権を取得した。以上のような経緯から、古河機械金属は現在も古河グループ（古河三水会）の資料では筆頭に名を連ねている。また、古河機械金属の英文社名が「FURUKAWA  MACHINERY & METAL CO.,LTD.」などではなく「FURUKAWA CO.,LTD.」であるのも、こうした歴史的背景からである。
1875年（明治8年）、創業者・古河市兵衛が草倉銅山（新潟県）を譲り受け、「古河本店」として経営を開始。1877年（明治10年）には足尾銅山（栃木県）を譲り受け、この足尾銅山の発展を基盤とし様々な産業へと多様化の道を歩み始めた。1905年（明治38年）に個人経営から会社組織に変更し「古河鉱業会社」となり、1911年（明治44年）に「古河合名会社」に組織を変更、1918年（大正7年）には古河合名会社の鉱業部門を独立して「古河鉱業株式会社」を設立、更に1941年（昭和16年）に古河合名会社と古河鉱業株式会社が合併し「古河鉱業株式会社」として現在の形態の基礎が完成された。第2次世界大戦敗戦後の1946年（昭和21年）、持株会社整理委員会による指定（財閥解体）を受け古河財閥の持株会社としての機能を喪失、くわえて岡田完二郎社長がGHQの公職追放令に基づく追放指定を受け社長を辞任するなど、終戦をさかいに再出発を図ることとなった。1989年（平成元年）、社名を「古河鉱業株式会社」から「古河機械金属株式会社」に変更、現在に至る。
2005年（平成17年）、機械セグメント・金属セグメント・電子化成品セグメントを会社分割により分社化し、事業持株会社である古河機械金属（株）を中心とした「古河機械金属グループ」としての経営体制に移行。2009年（平成21年）にはM&Aによって塗料事業が新たに加わった（2013年売却）。現在では、機械・金属・電子化成品・不動産・その他（運送業など）の4セグメント、産業機械・開発機械・ユニック・金属・電子材料・化成品・不動産・その他（運送業など）の8事業を主とした企業活動を行っている。
また、日本の公害の原点ともいわれる足尾鉱毒事件（栃木県・群馬県の渡良瀬川周辺で発生した足尾銅山の公害事件）は、古河鉱業（現・古河機械金属）が原因企業であり、このことは、多くの教科書にも取り上げられているため広く知られているが、今日、古河機械金属はその原因企業として、環境保全技術の開発や積極的な自然再生事業など、前向きな環境保全活動を行っている。

## 事業内容
「古河機械金属グループ」は、事業持株会社である古河機械金属（株）、古河機械金属の子会社47社・関連会社16社で構成され、古河産機システムズ（株）、古河ロックドリル（株）、古河ユニック（株）を中核事業会社とする「機械セグメント」、古河メタルリソース（株）を中核事業会社とする「金属セグメント」、古河電子（株）、古河ケミカルズ（株）を中核事業会社とする「電子化成品セグメント」、古河機械金属（株）の不動産本部を中心とした「不動産セグメント」を主な事業としている。

### 機械セグメント
- 産業機械、ロックドリル、車両搭載型ユニッククレーンなどの製造・販売。
  - 産業機械は、環境機械、ポンプ、プラント、破砕機、鋼橋梁、鋳造品などを主要製品として製造・販売。これらの製品は「古河産機システムズ（株）」が製造・販売し、製品・部品の一部については子会社である「古河キャステック（株）」から供給を受けている。
  - ロックドリルは、ブレーカ、圧砕機、クローラドリル、トンネルドリルジャンボなどの削岩機を主要製品として製造・販売。これらの製品は「古河ロックドリル（株）」が製造・販売。
  - ユニック製品は、車両搭載型ユニッククレーン、自動車搬送用ユニックキャリアなどを主要製品として製造・販売。これらの製品は「古河ユニック（株）」が製造・販売。

### 金属セグメント
- 「古河メタルリソース（株）」が原料鉱石を海外から買い入れ、関連会社である「日比共同製錬（株）」と「小名浜製錬（株）」などに委託製錬して生産された銅・金・銀・硫酸などの供給を受け、販売。

### 電子化成品セグメント
- 高純度金属ヒ素、結晶製品などの電子材料、酸化チタン、亜酸化銅などの化成品の製造・販売。
  - 電子材料は、高純度金属ヒ素、ガリウムリン多結晶、窒化アルミセラミックス、レーザー用レンズミラー、ノイズフィルター用コイルコア、医療用具（貼付型接触粒）、酸化物系シンチレーターなど、多岐にわたる製品を製造・販売。これらの製品は「古河電子」が製造・販売。また、これらの一部を関連会社である「いわき半導体（株）」に販売し、子会社である「（株）ウエルネス」が製造する医療器具を「古河電子（株）」が仕入販売。
  - 化成品は、酸化チタン、亜酸化銅、ポリ硫酸第二鉄溶液、硫酸などのほか、機能性素材などの製造・販売。これらの製品は「古河ケミカルズ（株）」が製造・販売している。

### 不動産セグメント
- 古河機械金属（株）の不動産本部による不動産の売買、仲介、賃貸。

## 主要製品

### 産業機械事業
- スラリーポンプ
- 破砕機
- 粉砕機
- 造粒機
- 電気集塵機
- 汚泥処理装置
- 鋼橋梁
- スクリーン

### 開発機械（ロックドリル）事業
- 油圧ブレーカ
- 圧砕機
- トンネルドリルジャンボ
- 油圧クローラドリル
- ダウンザホールドリル
- 鉱山用ドリルジャンボ

### ユニック事業
- ユニッククレーン
- ユニックキャリア
- ミニ・クローラクレーン
- ユニックパル
- ユニックオーシャンクレーン

### 金属事業
- 電気銅
- 金
- 銀

### 電子材料事業
- 高純度金属ヒ素
- ガリウムリン多結晶
- 窒化アルミセラミックス
- ラインフィルタ用コア・コイル
- レーザー用レンズ
- 光学部品

### 化成品事業
- 船底塗料防汚剤などに使用される亜酸化銅
- フェライト用原料などに使用される酸化銅
- 白色顔料などに使用される酸化チタン
- 硫酸

## 主力製品のマーケットシェア
道路や鉄道の山岳トンネル工事からダム、地下発電所、地下石油備蓄基地の工事などで使用されるトンネルドリルジャンボ（削岩機）は、国内シェア80%を誇り、高速道路や鉄道の山岳トンネル工事において多くの圧倒的な実績を残している。
また、携帯電話の電子デバイスやDVDのレーザーダイオード、LEDなどに使用されるガリウムヒ素半導体の原料である高純度金属ヒ素については、現在では国内唯一の製造メーカーであり、その世界シェアは60%（国内シェアは75%）を誇っている。さらに、サーバーやプリンタなどの電源に使用されるアモルファスダストコアは、その世界シェアは90%（国内シェアは70%）を占めている。
- 産業機械事業
  - 下水道用汚泥ポンプ - 国内シェア40%
  - スラリーポンプ - 国内シェア20%
  - 破砕機 - 国内シェア20%
- 開発機械（ロックドリル）事業
  - 油圧ブレーカ - 国内シェア30%、世界シェア30%
  - 油圧クローラドリル - 国内シェア60%、世界シェア30%
  - トンネルドリルジャンボ - 国内シェア90%
- ユニック事業
  - 車両搭載型クレーン（ユニッククレーン） - 国内シェア47%
  - キャリア（ユニックキャリア） - 国内シェア48%
- 電子材料事業
  - 高純度金属ヒ素 - 国内シェア75%、世界シェア60%
  - ガリウムリン多結晶 - 国内シェア40%、世界シェア40%
  - アモルファスダストコア - 国内シェア90%、世界シェア70%
- 化成品事業
  - 亜酸化銅 - 国内シェア45%

## 事業所
- 本社：東京都千代田区大手町2-6-4（常盤橋タワー）
- 支社
  - 大阪支社：大阪市北区堂島浜2-1-29（古河大阪ビル）
  - 東北支社：仙台市青葉区一番町2-7-17（朝日生命仙台一番町ビル）
- 支店
  - 札幌支店：札幌市東区北丘珠2-2-20-630
  - 名古屋支店：名古屋市中村区名駅3-15-1（名古屋ダイヤビル）
  - 九州支店：福岡市中央区大名2-11-3（古河大名ビル）
- 不動産本部：東京都中央区日本橋室町3-3-3
- 技術研究所：茨城県つくば市観音台2-11-3
- 素材総合研究所：茨城県つくば市観音台2-11-3
- 半導体装置事業室：栃木県小山市若木町1-23-15
- ナイトライド事業室：栃木県小山市若木町1-23-15
- 足尾事業所：栃木県日光市足尾町本山1-1
- 久根鉱山：静岡県浜松市天竜区佐久間町佐久間2
- 筑豊事務所：福岡県嘉麻市下山田554-2
- 海外拠点
  - アメリカ
  - オランダ
  - 韓国
  - 中国
  - タイ
  - オーストラリア
  - インド
  - ロシア
  - パナマ
- 海外鉱山
  - バツ・ヒジャウ鉱山（インドネシア）
  - ハックルベリー鉱山（カナダ）
  - ジブラルタル鉱山（カナダ）
  - ポート・ケンブラ鉱山（オーストラリア）

## 古河機械金属グループ

### 中核事業会社
- 産業機械事業
  - 古河産機システムズ（株）：東京都千代田区大手町2-6-4（常盤橋タワー）
- 開発機械事業
  - 古河ロックドリル（株）：東京都千代田区大手町2-6-4（常盤橋タワー）
- ユニック事業
  - 古河ユニック（株）：東京都千代田区大手町2-6-4（常盤橋タワー）
- 金属事業
  - 古河メタルリソース（株）：東京都千代田区大手町2-6-4（常盤橋タワー）
- 電子材料事業
  - 古河電子(株)：福島県いわき市好間町上好間字小館20
- 化成品事業
  - 古河ケミカルズ（株）：大阪市西淀川区大野3-7-196

### グループ会社 主要各社
- 産業機械事業
  - 古河キャステック（株）：栃木県日光市
  - 群馬環境リサイクルセンター（株）：群馬県高崎市
- 開発機械事業
  - 足尾削岩機（株）：栃木県日光市
  - テイクル（株）：新潟県西蒲原郡弥彦村
  - FRDいわき（株）：福島県いわき市
- ユニック事業
  - ユニック関東販売（株）：東京都江東区
  - ユニック北東北販売（株）：岩手県盛岡市
  - ユニック東北販売（株）：仙台市宮城野区
  - ユニック静岡販売（株）：静岡市清水区
  - ユニック中部販売（株）：名古屋市北区
  - ユニック岐阜販売（株）：岐阜県瑞穂市
  - ユニック兵庫販売（株）：神戸市西区
  - ユニック中四国販売（株）：岡山市北区
  - ユニック広島販売（株）：広島市中区
  - ユニック九州販売（株）：福岡市博多区
- 金属事業
  - 足尾製錬（株）：栃木県日光市
  - 大分鉱業（株）：大分県津久見市
  - 日比共同製錬（株）：東京都千代田区
  - 小名浜製錬（株）：東京都千代田区
- 電子材料事業
  - （株）ウエルネス：福島県いわき市
  - いわき半導体（株）：福島県いわき市
- 不動産事業
  - 堂島実業（株）：大阪市北区
- その他の事業
  - 古河運輸（株）：大阪市西淀川区
  - いわき興産（株）：福島県いわき市
  - （株）パウデック：栃木県小山市

### グループ・ビジョン
「成長への挑戦」を合言葉に、競争力アップと圧倒的なシェア獲得というビジョン実現のために、様々な戦略を推進している。
- 企業理念
  - 変革 - 未来に向けた意識改革により絶えざる自己革新を行う。
  - 創造 - お客様のニーズに対応し、信頼され、魅力あるモノづくりを目指す。
  - 共存 - 経営の透明性を高め、環境と調和した社会の発展に貢献する。

### 歴代社長
- 第1代：古河市兵衛
  - 在任 - 1875年（明治8年）8月-1903年（明治36年）4月
- 第2代：古河潤吉
  - 在任 - 1903年（明治36年）4月-1905年（明治38年）12月
- 第3代：古河虎之助
  - 在任 - 1905年（明治38年）12月-1928年（昭和3年）6月
- 第4代：吉村萬治郎
  - 在任 - 1928年（昭和3年）6月-1931年（昭和6年）8月
- 第5代：古河虎之助
  - 在任 - 1931年（昭和6年）8月-1940年（昭和15年）3月
- 第6代：古河従純
  - 在任 - 1940年（昭和15年）3月-1945年（昭和20年）10月
- 第7代：岡田完二郎
  - 在任 - 1945年（昭和20年）10月-1946年（昭和21年）12月
- 第8代：新海英一
  - 在任 - 1946年（昭和21年）12月-1961年（昭和36年）11月
- 第9代：楢原良一郎
  - 在任 - 1961年（昭和36年）11月-1971年（昭和46年）2月
- 第10代：清水兵治
  - 在任 - 1971年（昭和46年）2月-1980年（昭和55年）6月
- 第11代：西川次郎
  - 在任 - 1980年（昭和55年）6月-1987年（昭和62年）6月
- 第12代：奥村豊
  - 在任 - 1987年（昭和62年）6月-1993年（平成5年）6月
- 第13代：佐々木荒
  - 在任 - 1993年（平成5年）6月-1997年（平成9年）6月
- 第14代：中井明孝
  - 在任 - 1997年（平成9年）6月-2001年（平成13年）6月
- 第15代：吉野哲夫
  - 在任 - 2001年（平成13年）6月-2007年（平成19年）6月
- 第16代：相馬信義
  - 在任 - 2007年（平成19年）6月-2013年（平成25年）6月
- 第17代：宮川尚久
  - 在任 - 2013年（平成25年）6月-2021年（令和3年）6月
- 第18代：中戸川稔
  - 在任 - 2021年（令和3年）6月-現職

### 戦後就任の社長略歴
- 岡田完二郎
  - 1891年（明治24年）三重生まれ。1913年、旧制・東京高等商業学校（現・一橋大学）卒業。同年、古河合名会社（現・古河機械金属）入社。1944年、代表取締役常務取締役。1945年、代表取締役社長。1946年、GHQの公職追放により社長辞任、古河鉱業を退社。その後、1947年、宇部興産入社、代表取締役副社長など歴任し、1958年に同社退社。1959年には富士通信機製造（現・富士通）へ移り、代表取締役社長をつとめ、1970年に退任。「富士通中興の祖」といわれる。1979年9月、逝去。
- 新海英一
  - 1892年（明治25年）生まれ。1915年、旧制・東京高等商業学校（現・一橋大学）卒業。同年、古河合名会社（現・古河機械金属）入社。1938年、大阪支店長。1944年、取締役経理部長。1946年、常務取締役 人事労務主管 兼 経理部長。同年、代表取締役社長。1961年、代表取締役会長。1986年、逝去。日本石炭協会会長、産炭地域振興事業団理事長、鉱業審議会会長など公職も歴任。
- 楢原良一郎
  - 1900年（明治33年）生まれ。1923年、旧制・京都帝国大学（現・京都大学）法学部卒業。1926年、古河鉱業（現・古河機械金属）入社。1946年、経理部長。1949年、取締役経理部長。1953年、常務取締役経理部長。1958年、代表取締役専務取締役。1961年、代表取締役副社長。同年、代表取締役社長。1971年、代表取締役会長。
- 清水兵治（しみず・ひょうじ）
  - 1910年（明治43年）富山生まれ。1935年、旧制・立教大学経済学部卒業。同年、古河鉱業（現・古河機械金属）入社。1955年、経理部長。1961年、取締役経理部長。1963年、常務取締役。1965年、代表取締役専務取締役。1971年、代表取締役社長。1980年、代表取締役会長。1999年、逝去。社長在任中の1973年に足尾銅山の閉山を決断した。
- 西川次郎（にしかわ・じろう）
  - 1913年（大正2年）東京生まれ。1937年、旧制・北海道帝国大学（現・北海道大学）工学部卒業。同年、古河鉱業（現・古河機械金属）入社。1961年、金属技術部長。1964年、取締役。1969年、常務取締役。1971年、専務取締役金属事業部長。1976年、取締役副社長。1980年、代表取締役社長。1987年、代表取締役会長。
- 奥村豊（おくむら・ゆたか）
  - 1926年（大正15年）岐阜生まれ。1948年、旧制・東京帝国大学（現・東京大学）経済学部卒業。同年、古河鉱業（現・古河機械金属）入社。1970年、経理部長。1973年、理事 経理部長。同年、取締役 経理部長 兼 電算室長。1977年、常務取締役 経理部長 兼 電算室長。1979年、専務取締役。1980年、代表取締役副社長。1987年、代表取締役社長。1993年、代表取締役会長。社長在任中の1989年に社名を古河鉱業から古河機械金属へ変更した。
- 佐々木荒（ささき・あらし）
  - 1928年（昭和3年）東京生まれ。1953年、東京大学法学部卒業。同年、古河鉱業（現・古河機械金属）入社。1983年、理事 兼 金属営業本部営業部長。1987年、取締役ユニック本部長。1989年、常務取締役ユニック本部長。1991年、専務取締役電子材料本部長。1993年、代表取締役社長。1997年、代表取締役会長。2001年、退任。2011年、逝去。
- 中井明孝（なかい・あきたか）
  - 1933年（昭和8年）東京生まれ。1957年、東京大学法学部卒業。同年、古河鉱業（現・古河機械金属）入社。1989年、取締役経理部長。1991年、常務取締役人事第一部長。1992年、古河興産代表取締役社長。1993年、専務取締役。1996年、取締役副社長。1997年、代表取締役社長。2001年、代表取締役会長。2003年、顧問（現職）。
- 吉野哲夫（よしの・てつお）
  - 1938年（昭和13年）神奈川生まれ。1965年、東京大学経済学部卒業。同年、古河鉱業（現・古河機械金属）入社。1996年、理事 兼 産機本部副本部長 兼 産機本部機械部長。1997年、取締役ユニック本部副本部長 兼 古河ユニック代表取締役社長。1999年、取締役上級執行役員財務部長。2000年、取締役常務執行役員。2001年、代表取締役社長。2007年、代表取締役会長。2009年、相談役（現職）。2003年より、古河電気工業社外取締役（現職）。
- 相馬信義（そうま・のぶよし）
  - 1945年（昭和20年）、大分生まれ。1967年、慶應義塾大学経済学部卒業。同年、古河鉱業（現・古河機械金属）入社。1989年、資材部部長代理。1994年、建機本部国内営業部長。1998年、建機本部副本部長 兼 壬生工場長。1999年、執行役員建機本部長。2001年、PORT KEMBLA COPPER PTY.LTD.取締役。同年、上級執行役員 兼 PORT KEMBLA COPPER PTY.LTD.常務取締役。2002年、PORT KEMBLA COPPER PTY.LTD.専務取締役。2004年、常務執行役員。2005年、PORT KEMBLA COPPER PTY.LTD.代表取締役社長。2006年、取締役常務執行役員 兼 古河ケミカルズ代表取締役社長。2007年、代表取締役社長。2013年、代表取締役会長（現職）。

### 現社長（第17代）の略歴
- 宮川尚久（みやかわ・なおひさ）
  - 1952年（昭和27年）東京生まれ
  - 1975年、立教大学経済学部卒業
  - 同年、古河鉱業（現・古河機械金属）入社
  - 2000年、環境業務部副部長 兼 人事部副部長
  - 2002年、人事部副部長 兼 環境保安管理部副部長
  - 2003年、人事部長
  - 2005年、人事総務部長
  - 2007年、執行役員 人事総務部長 兼 秘書室長
  - 2009年、執行役員 兼 古河電子代表取締役社長
  - 2011年、取締役上級執行役員 兼 古河電子代表取締役社長
  - 2013年、代表取締役社長（現職）

### 経営陣
- 代表取締役会長：1名、社長：1名
- 取締役：6名（うち社外取締役1名）
- 監査役：5名（うち社外監査役3名）
- 専務執行役員：1名（取締役兼務）
- 常務執行役員：2名（取締役兼務）
- 上級執行役員：5名（うち取締役兼務者2名）
- 執行役員：6名

## 足尾鉱毒事件
栃木県・群馬県の渡良瀬川周辺で発生し現在も鉱毒の流出が続いている足尾銅山の公害事件。原因企業は古河鉱業（現・古河機械金属）である。

### 事件の概要
日本における近代産業の急速な発展は、その副作用として様々な公害問題を引き起こした。その中でも特に注目されたのが、足尾銅山の鉱毒事件である。
江戸時代からの銅山として知られている栃木県・足尾銅山は、明治初年、古河市兵衛が経営者となった。彼は最新の洋式技術を取り入れて鉱石を採掘したので、銅の生産は飛躍的に増大した。しかし、それに伴って大量の鉱毒が渡良瀬川に流れ込み、洪水のたびごとに流域の田畑を荒廃させ、住民に大きな被害を与えた。そこで、地元出身の代議士・田中正造は被害民と共に、鉱毒防止・銅山の操業停止・被害民救済を主張して政府にたびたび請願した。政府も銅山側に鉱毒予防措置を指示したが、その対策はあまり効果がなく、その後も被害が続いて大きな社会問題となった。

### 田中正造と足尾鉱毒事件
幕末には廃鉱同然であった足尾銅山を、古河市兵衛が買い取ったのは1877年（明治10年）であるが、6年後には製銅額が買収時の十数倍になった。しかし、この飛躍的な発展に伴って、下流の渡良瀬川流域の農業・漁業に大被害が現れた。まず、1880年代半ば頃から、渡良瀬川の水が青白色に変じた時は、必ず魚が浮くと言われた。銅山から流れ込む亜硝酸アンモニウムなどによる被害であった。1896年（明治29年）の大洪水では、群馬県など4県にわたる流域一帯の農作物や家畜に大きな被害を与え、人体にも影響を及ぼすに至った。
これに対し、被害地の村民は、1897年（明治30年）以降、蓑笠・草鞋ばきで大挙して上京し、数回にわたって陳情を試みたが、1900年（明治33年）には警官隊と衝突して数十名が逮捕された。栃木県選出の代議士・田中正造は、議会で政府に銅山の操業停止を迫った。また、木下尚江らの知識人とともに世論の喚起につとめた。政府も「鉱毒調査会」を設けて鉱毒予防を銅山に命じたが、操業は停止させなかった。そこで、1901年（明治34年）に田中は議員を辞職し天皇の行列に直訴を試みたが、果たせなかった。
政府は1907年（明治40年）、被害と洪水を緩和するために、渡良瀬川と利根川の合流点に近い栃木県下の谷中村を廃村として住民を集団移転させ、遊水地にした。しかし、田中はこれを不服とする住民と共に谷中村に残り、1913年（大正2年）に亡くなるまでそこに住んで政府に抗議し続けた。

### 古河側の主張
足尾鉱毒事件に関しては、主に被害者側の視点での記述が多いが、中立性を確保するため古河側の主張も併記する。ただし、古河側が直接、鉱毒に関して言及している例は非常に少ない。古河側の直接的な文献で、鉱毒に関する言及が多い文書には、古河鉱業刊『創業100年史』（1976年）がある。なお、古河鉱業は鉱毒という語を用いず、「鉱害」という語を用いている。
これによれば、1740年に既に渡良瀬川沿岸で鉱毒による免租願いが出されていることが当時の文献から確認でき、鉱毒は古河の経営になる前から存在したと主張している。また、当時は圧力があって文献では残っていないが、1821年に鉱毒被害があった、という研究も紹介している。古河側の主張によれば、（第1次）鉱毒調査会による鉱毒防止令による工事と、大正時代までに行われた渡良瀬川の治水工事により、鉱毒は「一応の解決をみた」（『創業100年史』より）と述べている。この時代、待矢場両堰普通水利組合などが鉱毒に言及していたことについては記述がない。
源五郎沢堆積場崩壊事故後の毛里田地区鉱毒根絶期成同盟会との交渉については（それ以前から鉱毒問題に関しては）、「つねに前向きの姿勢で対処してきた」（『創業100年史』より）と述べている。古河側が時効の成立を主張したことなどについては言及がある。1974年の調停で、鉱毒問題については「終止符が打たれた」（『創業100年史』より）と述べているが、古河鉱業がカドミウム汚染に関する責任を認めていないことについての言及はない（1976年に結ばれた公害防止協定への言及もないが、協定成立年とこの文献の発行年が同年であることから、編集に間に合わなかったという可能性もある）。

### 砂川幸雄の主張
砂川幸雄は、「政府による厳しい工事完成期間、昼夜を分かたず行われた作業、延べ58万3000人の動員」等々、古河鉱業が困難な公害予防工事に取り組んだ事実を指摘し、田中正造の天皇への直訴の必要性への疑問を投げかけた著書を著した。

## 優秀な人材の社外流出
後述する山口喜三郎や崎山刀太郎、小沢敏雄は、もと古河合名会社（現・古河機械金属）や古河鉱業（現・古河機械金属）に在籍した優れた人材であったが、古河財閥・古河グループの外に出て古河財・古河グループと競合する企業のリーダーとして活躍して活躍することになった。これは、古河商事の破綻以降において古河財閥の経営が著しく消極化したこと、また1950年代の鉱業・石炭業の斜陽化と関係があるといえる。しかし、戦前は、満州事変（1931年）の勃発を契機に、古河財閥は守勢一方から脱却し銅関連事業・その下流加工産業を主軸として事業は拡大に転じ、古河鉱業・古河電気工業を中心に中川末吉（古河鉱業を経て古河電工社長・横浜ゴム社長などを歴任）という優れたリーダーのもとで、古河財閥の企業間の協力関係を深めながら産業を中心とした財閥としての地位を固めていった。戦後も、石炭事業からの撤退や足尾銅山の閉山などを乗り越えて、現在では産業用機械（ドリルジャンボやユニック）のトップメーカーとなった。

### 山口喜三郎（→東芝）
古河鉱業（現・古河機械金属）において電気分銅事業の創始以来、銅加工業を中心に工業部門の発展を推進した山口喜三郎は、古河電気工業の設立（古河鉱業から分離された）と共に古河鉱業の常務取締役を辞任し、古河電工の専務取締役としてそれまでの新しい事業展開方針の実現に向けて動き出そうとしていた。しかし、古河商事の大連事件（古河財閥を揺るがした古河商事の事業の失敗＝多額の大損失の発生）による古河合名会社（現・古河機械金属）の経営方針の消極化と第一次世界大戦後の恐慌の深刻化は、山口に活躍の場を与えることをしなかった。古河合名会社の内部では、景気後退に伴い山口の積極的経営方針を批判する意見が強まり、1921年に中川末吉（のち古河電工社長、横浜ゴム社長）が専務取締役に就任し、山口はヒラの取締役に降格させられた。この結果、山口は古河を去ることになる。
一方、山口は、既に1918年に東京電気（現・東芝）の取締役に就任していたが、1921年に東京電気の副社長に就任し、引き続いて1927年には東京電気の社長になり、また、1937年には芝浦製作所（現・東芝）の会長にも就任した。更に、東京電気と芝浦製作所の両社が合併して東京芝浦電気（現・東芝）が設立され、同社の初代社長に就任した。この少し前の1935年に、山口は東京電気の社長として富士電機製造（現・富士電機）と通信機器に関する「事業共同経営に関する覚書」を締結し、富士通信機製造（現・富士通）の設立に関わるなど、日本の電機エレクトロニクス産業の中で目覚ましい活躍をしている。

### 崎山刀太郎（→三菱電線工業）
古河電気工業傘下の電線会社は、東京の日本電線と大阪の日本電線製造(のちの大日日本電線)の2社であった。関東大震災（1923年）の被災を免れた日本電線は、業務の拡張のため1923年に倍額増資を企図したが、古河合名会社（現・古河機械金属）と古河電工はわずかしかこの増資に応じることができず、そのために古河の日本電線に対する資本支配力が弱体化した。これは、関東大震災直後の混乱と古河商事の大連事件の余波を受けて、古河銀行（第一銀行、第一勧業銀行、みずほ統合準備銀行を経て、現在はみずほ銀行）と古河合名会社の日本電線などの傍系会社に対する金融的な援助が及ばなかったことが一因である。
このような背景のもとで、日本電線は東京製線を吸収するなど古河電工と競合する積極的な経営活動を行うに至り、1926年に古河電工との協約書が破棄され、日本電線は独自の道を歩むことになった。古河合名会社から派遣されていた日本電線専務・崎山刀太郎は協約書破棄の前年に古河合名会社を退社し古河を去り、その後、日本電線と大日日本電線の合併を推進、三菱電線工業の創設が行なわれた。

### 小沢敏雄（→ソニー）
古河鉱業（現・古河機械金属）に入社した小沢敏雄は石炭産業の斜陽化を目の当たりにして、1960年にソニーへ転職（中途入社）。入社直後、総務部に配属され、ここで、古河鉱業在籍中のノウハウを活かし、組織規定・分掌規定さえない東京通信工業から社名を変更したばかりの若いソニーの規定を作り上げたが、盛田昭夫社長に「古いしきたりがないのが、うちの特徴。そんな頭の固いことをしていては自由な発想は生まれない」と叱責されたという。後に、CBS・ソニー（当時）の設立が決まり、小沢がゼロからレコードビジネスに取り組むことになった時、この盛田の精神を思い出し新しいビジネスの成功に邁進、今日のソニー・ミュージックエンタテインメントを築き上げた。小沢はCBS・ソニー社長、ソニー・コンピュータエンタテインメント初代社長、ソニー・ミュージックエンタテインメント会長などを歴任。

## 大成火災海上保険

### 概要
大成火災海上保険は、かつて古河財閥に属した損害保険会社で、現在の損害保険ジャパン（SOMPOホールディングス）の前身会社の1つ。戦前までは台湾（当時は日本領）の会社だったが、戦後、日本で再出発を図った。古河グループ（古河三水会）に所属し、筆頭株主は古河機械金属。火消しをモチーフにしたマスコットキャラクター「たいちゃん」があった。安田火災海上保険、日産火災海上保険との合併直前に引当不足で債務超過に見舞われ、倒産。当初、安田・日産・大成の3社合併だったのを2社合併に変更し、大成は再建中のところを再保険部門（大成再保険）を分割した上で後から合流する形になった。筆頭株主であった古河機械金属は、大きな打撃を受けた。
1920年（大正9年）1月、古河鉱業（現・古河機械金属）系列の損害保険会社として、前身である旧・大正火災海上保険が台湾・台北市で設立。1922年（大正11年）5月、日本で営業を開始。1988年（昭和63年）9月、東証一部に上場。2001年（平成13年）11月22日、東京地方裁判所へ更生特例法の適用を申請。2002年12月1日、安田火災海上保険と日産火災海上保険が合併した損害保険ジャパンに吸収合併。

### 経営破綻とその背景
2001年11月22日、更生特例法の適用を東京地方裁判所に申請し、受理された。米同時テロなどによる保険金の支払見込額が744億円に膨らみ、9月末時点で398億円の債務超過に陥った。戦後の損害保険会社の破綻は2000年5月に金融監督庁（現・金融庁）から業務停止命令を受けた第一火災海上保険に続いて2社目、損害保険会社の更生特例法の申請は初めてで、大成火災の負債総額は4131億円。
経営破綻に至った経緯は、米同時テロを受け保険会社同士で保険を掛け合う「再保険」取引に数百億円規模の損失が発生したためだ。巨額損失の裏側には、複雑な再保険制度の中でハイリスク・ハイリターンな取引に傾注した姿が浮かぶ。再保険は顧客から預かった保険料の一部を他の保険会社に回し、保険金の支払リスクを肩代わりしてもらう制度。再保険を引き受けた保険会社がさらに別の会社に保険料を回していくこと（再々保険）で、多くの会社間で支払リスクを分散させる仕組みだ。大成火災、日産火災、あいおい損害保険の3社は、再保険取引を専門に手がける米保険代理店フォートレス・リーと組み、他の損害保険会社から保険リスクを引きうける再保険事業を共同で実施していた。事業を始めた1970年代には引き受けリスクをきちんと再々保険に出し、安定的な取引をしていたという。1980年代以降、様相が変わり始めた。世界各地で大規模な自然災害が頻発したことで再保険市場の保険料が高騰、他社から引き受けたリスクを再々保険に回すことが難しくなった。大成火災は「このままでは事業が成立しなくなる」と危機感を募らせた。そこでフォートレス・リーとともに考え出したのが、再々保険料を極端に割安にしてもらう代わりに、万一、事故が起きたときにはその損失を3社が負担する仕組みだった。リスクを外に転嫁するのではなく、自分で丸ごとかぶることにしたわけだ。この時点で保険リスクを複数の保険会社で分散するという再保険の機能は失われた。ただ、そのままでは大きな事故が起きた場合、3社は保険金を支払いきれなくなる恐れがある。このため3社は保険金支払を5年間にわたって分割できるような再々保険を出す保険会社と結んだ。万一、事故が起きても支払負担を5年に分散すれば問題ないと考えたためだ。つまり、3社が考案した仕組みは、リスクを外に出すのではなく自分で抱えたうえで、支払負担を複数年度に分けることで事故を乗り切ろうという狙いだったわけだ。3社にとって支払う保険料が大幅に安くなる一方で、他の保険会社から受け取る再保険料は変わらないため、その利ザヤが大幅に広がって高利回りな取引になる。しかし、事故が起きれば保険金支払負担は丸ごと3社がかぶる。その落とし穴が米同時テロという史上最悪の事故で一気に露呈し、大成火災の破綻という結末に至った。

### 筆頭株主であった古河機械金属への影響
古河機械金属は大成火災の筆頭株主であったことから、更生特例法の適用を申請した11月22日の古河機械金属の株価は暴落、終値は前日比20円安（14%下落）の123円。古河電気工業や富士電機など、古河グループ各社の株価も軒並み下落した。大成火災の株式について、古河機械金属は18.2%を保有、古河不動産は2.4%を保有（両社あわせて計20.6%）。更に、大成火災と合併予定だった安田火災（74円安の744円）、日産火災（69円安の492円）も株価を大きく下げることとなった。
また、破綻時の大成火災代表取締役会長は古河機械金属出身の小松任（こまつ・あつし）であった。小松会長は1931年東京生まれ、1953年に早稲田大学法学部を卒業し古河鉱業（現・古河機械金属）に入社。取締役機械本部長・プラント部長、産機本部長・機械部長、常務取締役ユニック本部長、古河ユニック社長、専務取締役事業開発本部長などを経て、1996年に大成火災へ移り代表取締役会長。損害保険会社の代表権をもった会長に就任するまで、保険業に携わった経験は皆無と思われる。

## 諸問題

### 大峰炭鉱・従業員暴動事件
古河鉱業（現・古河機械金属）の大峰炭鉱（福岡県田川郡添田町）で、1944年3月13日、日本の統治領であった朝鮮（当時）からの朝鮮人労務者1名が、入坑前の身体検査で窃盗および逃走の嫌疑をかけられ、日本人の炭鉱指導員5名により炭鉱事務所へ連行され暴行を受け、同日死亡した。これを知った他の朝鮮人労務者らが炭鉱事務所へ押し寄せ、その場にいた日本人指導員らへ暴行、更に事務所や寮の器物を損壊する等の暴動事件へと発展した。
その後、十数名の古河鉱業関係者が逮捕され、このうち日本人3名と朝鮮人2名が起訴された。

### 既婚女子であることを理由とする解雇
古河鉱業（現・古河機械金属）では、経営合理化のため間接部門の整理統合を行なうこととなり、その結果、男子職員5名、女子工員10名の余剰が出たので女子工員については既婚者を中心に退職を求めることとした。労働組合の了承を得て、女子について希望退職の募集を行ったところ、既婚者は裁判を提起した1名を除く全員7名、未婚者2名が退職願を提出した。退職願を提出しなかったこの1名は、1953年5月から同社に雇用され、機械事業部高崎工場に配属され業務に従事していたものであるが、同社は退職願を提出しない同人に対し、内容証明郵便により就業規則の「己むを得ない事業上の都合によるとき」に該当するとの理由で解雇する旨の意思表明をした。これに対し、解雇は合理的理由を欠き無効であることを理由に、雇用契約上の地位確認を求め提訴した。前橋地方裁判所は、人員整理は、諸条件を考慮して、最適の者として選ばれたのが既婚女子であったというのであるから合理的理由があると判断したが、これを不服として女子労働者が控訴したが、控訴は棄却された。その上告審では、以下のように判旨され、女子労働者の訴えは退けられた（古河鉱業の勝訴）。
「会社が経営改善のため、高崎工場において人員整理を行う必要に迫られていたとする原審の認定は、原判決挙示の証拠関係に照らして是認することができ、その過
程にも所論の違法はない。」「原審の確定した事実及び記録上うかがわれる諸般の事情に徴すれば、上告人に対する本件解雇が経営合理化に籍口して既婚女子のみを排除するためのものであったとはいえないとした原審の認定判断は、是認することができないものではない。原判決に所論の違法はなく、論旨は採用することができない。」

### 西淀川公害訴訟
1978年（昭和53年）に阪神工業地帯の主要企業10社と国、阪神高速道路公団を被告に、環境基準を超える大気汚染物質の排出差し止めと損害賠償を求めて第一次訴訟が提訴され、その後二〜四次まで合計726人が原告となった大規模裁判である。硫黄酸化物の排出原因者である企業に加えて、当時、自動車交通量の増加にともなって深刻化していた自動車排気ガスによる大気汚染をも視野に入れた訴訟であった点が特徴的である。
古河機械金属も被告企業の1社である（詳細は西淀川公害訴訟の項を参照）。

### 華人労務者問題
華人労務者とは日中戦争時に労働力不足であった日本において、中国大陸から日本の企業に雇用され、労働力を提供した中国人労働者のことである。華人労務者の中には半強制的に日本へ移送されることになった人たちも存在した。
栃木県足尾の古河鉱業（現・古河機械金属）では、過酷な労働、粗末な食料、風呂無し生活を強いられ、衰弱到着3月で60%が死亡したとされる（詳細は華人労務者の項を参照）。

### 橋梁工事の談合事件
国土交通省および日本道路公団発注の鋼橋梁上部工事に関して、私的独占の禁止及び公正取引の確保に関する法律（独占禁止法）3条違反の行為があったとして、公正取引委員会から2005年11月に審決を、2006年3月に課徴金納付命令を受けた。

### ポンプ工事の談合事件
2008年4月に、東京都下水道局発注の下水道ポンプ設備工事について、私的独占の禁止及び公正取引の確保に関する法律（独占禁止法）3条違反の行為があったとする公正取引委員会の審決を受けた。公正取引委員会は、同工事の入札をめぐり入札参加業者が共同して受注予定者を決定し、受注予定者が受注できるようにしていたとして、古河機械金属を含む計6社に対し総額7億4755万円の課徴金納付命令を行なった。
6社は古河機械金属、荏原製作所、日立製作所、三菱重工業、鶴見製作所、新明和工業。

## その他

### 主要株主
古河機械金属の株式を保有している主要な株主（持株数・持株比率）
- 朝日生命保険 - 2792万3千株・6.90%
- 清和綜合建物 - 1503万4千株・3.71%
- 損害保険ジャパン - 1242万9千株・3.07%
- 中央不動産 - 971万2千株・2.40%
- 富士通 - 961万7千株・2.37%
- 古河電気工業 - 877万7千株・2.17%
- 富士電機 - 862万株・2.13%
- 横浜ゴム - 851万株・2.10%

### 保有株式
古河機械金属が保有している株式（貸借対照表計上額・カッコ内は保有目的）
- 古河電気工業 - 62億2700万円（取引および古河グループとしての関係維持・強化のため）
- 富士電機 - 26億8600万円（取引および古河グループとしての関係維持・強化のため）
- 富士通 - 22億1800万円（取引および古河グループとしての関係維持・強化のため）
- 常陽銀行 - 11億6800万円（取引関係の維持・強化のため）
- 静岡銀行 - 11億4300万円（取引関係の維持・強化のため）
- 横浜ゴム - 9億6000万円（取引および古河グループとしての関係維持・強化のため）
- みずほフィナンシャルグループ - 5億0500万円（取引関係の維持・強化のため）
- 三菱マテリアル - 4億4600万円（取引関係の維持・強化のため）
- 関東電化工業 - 4億0200万円（取引および古河グループとしての関係維持・強化のため）
- 常磐共同火力 - 3億3300万円（取引関係の維持・強化のため）
- 日本農薬 - 3億2900万円（取引および古河グループとしての関係維持・強化のため）
- 澁澤倉庫 - 3億1200万円（取引および古河グループとしての関係維持・強化のため）
- 八十二銀行 - 2億5200万円（取引関係の維持・強化のため）
- 三菱地所 - 2億3300万円（取引関係の維持・強化のため）
- 群馬銀行 - 2億2300万円（取引関係の維持・強化のため）
- 阪和興業 - 1億2400万円（取引関係の維持・強化のため）
- 三井住友トラスト・ホールディングス - 1億2400万円（取引関係の維持・強化のため）
- タクマ - 1億1300万円（取引関係の維持・強化のため）
- 西松建設 - 1億0600万円（取引関係の維持・強化のため）
- 山梨中央銀行 - 1億0400万円（取引関係の維持・強化のため）
- 千葉銀行 - 1億0100万円（取引関係の維持・強化のため）
- 日本ゼオン - 9100万円（取引および古河グループとしての関係維持・強化のため）
- ワキタ - 8400万円（取引関係の維持・強化のため）
- 東京海上ホールディングス - 7400万円（取引関係の維持・強化のため）
- 双日 - 5800万円（取引関係の維持・強化のため）
- 大日本コンサルタント - 4700万円（取引関係の維持・強化のため）
- 常磐興産 - 4400万円（取引関係の維持・強化のため）
- コスモ石油 - 3900万円（取引関係の維持・強化のため）
- 東洋インキ製造 - 3200万円（取引関係の維持・強化のため）
- 川田テクノロジーズ - 2300万円（取引関係の維持・強化のため）
- 日本軽金属 - 1900万円（取引および古河グループとしての関係維持・強化のため）

### ユニック・クレーン
ユニック・クレーンは、中核事業会社（連結子会社）である「古河ユニック（株）」が製造・販売しているトラック搭載型クレーンのことである。1961年（昭和36年）、当時の「（株）ユニック」により初代ユニッククレーン「UNIC100」が製造された。1987年（昭和62年）に、（株）ユニックは古河鉱業（現・古河機械金属）により買収され、1989年には現社名（古河ユニック）へ変更された。
「UNIC（ユニック）」という愛称の由来は、世界の全ての人々のクレーン（ユニバーサルクレーン）でありたいという願いと、その形が似ている伝説の一角獣（ユニコーン）の力強いイメージを元に考え出された造語からきている。なお、「ユニック」「UNIC」は古河機械金属の登録商標である。

### 本社ビル
東京・丸の内の本社（丸の内仲通りビル）は、1963年（昭和38年）1月に竣工した地上10階・地下4階のビルである。以前は、同じく千代田区丸の内の古河総合ビルに入居していたが、三菱地所による丸の内再開発により取り壊されることになり、2006年に現在のビルに移った。古河総合ビルの跡地は、現在、丸の内パークビルディング（三菱一号館・丸の内ブリックスクエア）となっている。ちなみに、古河総合ビルは三菱四号館の跡地に建てられたものである。
また、丸の内仲通りビルは、かつて三菱電機の本社であったため三菱電機ビルと呼ばれていたが、三菱電機の本社が東京ビルディング（東京ビルTOKIA）に移転したことにともない現名称に変更された。1974年に発生した三菱重工爆破事件（三菱重工業を標的とした東アジア反日武装戦線による無差別爆弾テロ事件、死者8名・負傷者376名）では、テロ事件の舞台となった三菱重工の本社ビル（現・丸の内二丁目ビル）が丸の内仲通りをはさんで反対側に位置した関係で、三菱電機ビル（現・丸の内仲通りビル）も大きな被害を受けた。
なお、丸の内仲通りビルには現在、古河機械金属の本社のほかに、古河電気工業や古河林業の本社、古河三水会など多くの古河グループ各社が入居している。

### 日本橋室町（古河ビル）の再開発
三井不動産が主体となって進めていた、東京日本橋室町東地区開発の「2-3街区」に、古河機械金属の所有する古河ビルが所在する関係で、古河機械金属もこの再開発に事業主体の1社として参画していた。
具体的には、2-3街区は地上22階・地下4階・高さ116メートルとなる超高層ビル(室町古河三井ビルディング)が立地しており、オフィス・商業施設・文化交流施設・賃貸住宅が入居している。
また、所有者は古河機械金属と三井不動産含め5社と地権者3名で、着工は2011年11月15日、竣工は2014年1月31日、商業施設は2014年3月に開業した。
そして古河グループの不動産部門であった古河不動産を吸収合併した経緯から、古河機械金属は上述の古河ビルのほかに複数のオフィスビルを有しており、メーカーでありながら不動産事業も行っている。主要なオフィスビルとしては、東京日本橋室町の室町古河三井ビルディング、大阪堂島浜の古河大阪ビル、福岡大名の古河大名ビルがあげられる。

### 古河鉱業と帝国大学
1906年（明治39年）、京都帝国大学（現・京都大学）の設置に尽力し高等教育機関の設置に前向きな西園寺公望を首相とする第1次西園寺内閣が成立すると、1907年度（明治40年度）予算に東北帝国大学（現・東北大学）および九州帝国大学（現・九州大学）の設置予算を組み込んだ。しかし、日露戦争後の不況期に入ったことを理由に大蔵大臣によって予算は削減され、設立は絶望的となった。このとき、古河鉱業（現・古河機械金属）副社長であった原敬・内務大臣が、古河財閥の3代目当主・古河虎之助を説得し、両帝国大学設立のための資金を提供させることを取り付け、予算削減から17日目に両帝国大学の設置が閣議決定された。
1907年（明治40年）6月、東北帝国大学本部が設置され、同年9月に札幌農学校が東北帝国大学農科大学（現・北海道大学）に昇格した。1911年1月には、東北帝国大学理科大学が新設され、九州帝国大学本部の設置および九州帝国大学工科大学の新設がなされた。同年4月には、九州帝国大学福岡医科大学が移管されて九州帝国大学医科大学となった。これらの大学設置には、地元からの寄付金等も用いられたが、1907年度から5年間で約106万円に上った古河財閥の寄付金が用いられた（内訳は建築費が987,739円、事務費用69,137円）。古河財閥からの校舎建設資金は、東北帝国大学分が、農科大学135,519円、理科大学244,170円、九州帝国大学分が工科大学608,050円であった。
北海道大学には現在、これらの名残の建築物ともいえる「古河記念講堂」が現存している。

### ボウリング設備への進出
古河鉱業（現・古河機械金属）が機械部門を強化する過程で、市場の成長性に目を付けボウリング設備へ進出。技術開発に臨んで10年後に一大ボウリングブームが訪れ（1971年 - 1972年）、注文は殺到し一時は全売上の半数近くを占めるまでの業績を上げた。ブームの下降とともにボウリング設備分野は終息したが、業績の停滞期に大きな成果を上げ、その後の古河鉱業の各種事業への進出を大きく支えることになった。
現在ではピンヒッターの製造は行なっていないが、古河コマースがメンテナンスを行なっている。

### 古河市との関係
茨城県の古河市と古河機械金属・古河財閥・古河グループとは、何の関係もない。古河市の読みは「こが」である。

### 関連書籍
- 古河鉱業『創業100年史』（1976年）
  - 日本経営史研究所の編集・製作による社史。
- 高杉良『大逆転！〜小説 三菱・第一銀行合併事件〜』（1980年）
  - 1969年前後の旧・第一銀行（現・みずほフィナンシャルグループ）と旧・三菱銀行（現・三菱UFJフィナンシャル・グループ）の合併事件（結果は破談）を描いた実名経済小説。第一銀行は非財閥系銀行とされていたが、過去の歴史的経緯から同行の大口取引先に旧・古河財閥系企業と旧・神戸川崎財閥系企業が多かったことから、物語にも古河鉱業（現・古河機械金属）や富士通信機製造（現・富士通）や三水会など、多くの古河グループ各社が登場し、特に古河鉱業の子会社である東亜ペイント（現・トウペ）は小説の重要な舞台の1つとなっている。ちなみに、主人公・島村道康は、第一銀行代表取締役常務取締役、東亜ペイント専務取締役などを経て、のちに日本ゼオンの社長・会長をつとめた人物である。
- 永野芳宣『小説・古河市兵衛〜古河グループを興した明治の一大工業家〜』（2003年）
  - 銅と電気に注目し、日本の近代工業の大きく貢献した古河市兵衛の波乱の生涯を描いた伝記。特に、古河市兵衛、渋沢栄一、陸奥宗光の3人の関係を中心に焦点を当てている。
- 砂川幸雄『運鈍根の男〜古河市兵衛の生涯〜』（2001年）
  - 古河鉱業の創業者にして古河財閥の祖・古河市兵衛は、いかにして「日本の鉱山王」と呼ばれる明治の大実業家になったのか、その生涯を解き明かす評伝。
- 砂川幸雄『直訴は必要だったか〜足尾鉱毒事件の真実〜』（2004年）
  - 足尾鉱毒事件の加害企業として批判され続けてきた古河鉱業について、同社がとった公害防止と環境保全への取り組み、創業者・古河市兵衛の努力を肯定的に評価する一方、明治天皇に直訴までした田中正造には厳しい評価をしている。足尾鉱毒事件の真実（古河＝悪、田中＝善・英雄）を覆す捏造の書。
- 小林久三『暗黒告知』（1974年）
- 城山三郎『辛酸〜田中正造と足尾鉱毒事件〜』（1979年）

## 沿革
- 1875年（明治8年） - 創業者・古河市兵衛が新潟県の草倉銅山を譲り受け、「古河本店」として経営を開始（創業）。
- 1876年（明治9年） - 幸生銅山（山形県）の経営に着手。
- 1877年（明治10年） - 栃木県で足尾銅山の経営を開始。
- 同年 - 社章（「やまいち」マーク）を制定。現在も、古河機械金属のほか古河電気工業でも使用されている。
- 1878年（明治11年） - 軽井沢銀山（福島県）の経営に着手。
- 1879年（明治12年） - 東京・日本橋瀬戸物町（現・日本橋室町2丁目、現在の室町古河三井ビルディングの所在地）に移転し本店とする。
- 1884年（明治17年） - 足尾銅山の産銅量が日本一となる。
- 同年 - 院内鉱山（秋田県）の払い下げを受ける。
- 1885年（明治18年） - 阿仁鉱山（秋田県）と太良鉛山（秋田県）の払い下げを受ける。
- 同年 - 坑道開削に削岩機の使用を開始。
- 1887年（明治20年） - 足尾銅山に工作課を設置し、機械の修理・製作を開始。
- 同年 - 不老倉銅山の経営に着手。
- 1889年（明治22年） - 電気銅を初輸出。
- 1890年（明治23年） - 足尾細尾峠の鉄索が運転開始（日本初）。
- 同年 - 古河橋を架設（道路鉄橋として日本初）。
- 同年 - 足尾間藤に水力発電所が竣工（日本初の水力発電所）。
- 1891年（明治24年） - 永松銅山（山形県）と水沢銅山（岩手県）の経営に着手。
- 同年 - 足尾鉱毒事件が発生（田中正造が衆議院に質問書を提出）。
- 1892年（明治25年） - 鉱毒事件仲裁委員会（委員長は栃木県知事）にて示談解決。
- 1893年（明治26年） - 足尾銅山でベセマ式製錬を開始（日本初）。
- 1894年（明治27年） - 太田炭鉱（長崎県）の経営に着手。
- 同年 - 福岡県で下山田炭鉱の経営に着手し、石炭部門へ進出。
- 1895年（明治28年） - 大鳥鉱山（山形県）の経営に着手。
- 1896年（明治29年） - 勝野炭鉱（福岡県）の経営に着手。
- 1897年（明治30年） - 本店を東京・丸の内に移転。
- 1899年（明治32年） - 久根鉱山（静岡県）を譲り受ける。
- 1900年（明治33年） - 足尾銅山に機械工場を設置し、機械部門へ進出。
- 1903年（明治36年） - 創業者、古河市兵衛が死去。
- 1904年（明治37年）- 日光別倉発電所が竣工。
- 1905年（明治38年） - 個人経営から会社組織に変更し「古河鉱業会社」とする。
- 同年 - 古河潤吉が死去。
- 1906年（明治39年） - 栃木県日光の細尾第一発電所が完成。
- 同年 - 日光電気精銅所（現・古河電気工業）を設置。
- 同年 - 北海道・東北・九州の3帝国大学へ建築資金を寄付（合計100万円）。
- 1908年（明治41年） - 横浜電線製造（株）（現・古河電気工業）に投資し、経営権を取得。
- 同年 - 日光電気軌道（株）（のち東武鉄道・東武日光軌道線）を設立。
- 1909年（明治42年） - 足尾鉄道（株）（のち、わたらせ渓谷鐵道わたらせ渓谷線）を設立。
- 1910年（明治43年） - 帝国生命保険（現・朝日生命保険）に投資、経営権を取得。
- 1911年（明治44年） - 「古河合名会社」に組織を変更。
- 1913年（大正2年） - 古河家林業部（現・古河林業）を開設。
- 同年 - 大正天皇・貞明皇后が足尾銅山日光電気精銅所に行幸啓されれ。
- 1914年（大正3年） - シーメンス事件が発生。
- 同年 - 大正鉱業（株）を設立。
- 1914年（大正3年） - 日本で最初に削岩機を製作。
- 1915年（大正4年） - 好間鉱業所（福島県）を設置。
- 同年 - 南洋バタムゴム園（オランダ領）を買収。
- 1916年（大正5年） - 神戸船舶事務所を設置。
- 同年 - 水島製錬所（岡山県）を設置。
- 1917年（大正6年） - 旭電化工業（株）（現・ADEKA）を設立。
- 同年 - 東京古河銀行（現・みずほ銀行）を設立。
- 同年 - 横濱護謨製造（現・横浜ゴム）を設立。
- 同年 - 3社分立（古河合名会社・合名会社古河鉱業会社・古河商事を設立）。
- 1918年（大正7年） - 「古河合名会社」の鉱業部門を独立して「古河鉱業株式会社」を設立。
- 同年 - スマトラゴム園を買収。
- 1919年（大正8年） - 飯盛鉱山（和歌山県）を譲り受ける。
- 同年 - 東亜ペイント製造（株）（現・トウペ）の経営に着手。
- 同年 - 大阪製錬（株）（現・トウペ）を設立。
- 1920年（大正9年） - 「日光電気精銅所」を現物出資して「古河電気工業株式会社」を設立。
- 同年 - 尼崎伸銅（株）を設立。
- 同年 - 古河・住友・久原・藤田で日本産銅組合（翌年に水曜会、カルテル）を結成。
- 1921年（大正10年） - 古河商事を吸収合併。
- 1922年（大正11年） - 原町紡織（株）の経営を開始。
- 1923年（大正12年） - 富士電機製造（株）（現・富士電機）を設立。
- 1928年（昭和3年） - 日本農薬（株）を設立。
- 1931年（昭和6年） - 古河銀行（旧・東京古河銀行）を第一銀行ら3行へ譲渡。
- 1933年（昭和8年） - 金属部門を「古河合名会社」に移管し「古河石炭鉱業株式会社」と改称。
- 同年 - 大河平山林（宮崎県）を買収。
- 1934年（昭和9年） - 煕川山林（朝鮮平安北道）を買収。
- 1935年（昭和10年） - 富士通信機製造（現・富士通）を設立。
- 同年 - アイルカチア金山（タイ）の経営に着手。
- 同年 - 三井・三菱・古河・住友・安田の共同出資で日本アルミニウム（株）を設立。
- 1936年（昭和11年） - 宝珠山鉱業（株）を設立。
- 1938年（昭和13年） - 日蘭商事（株）を設立。
- 同年 - 東邦金属製錬（株）を設立。
- 同年 - 関東電化工業（株）を設立。
- 1939年（昭和14年） - 日本軽金属（株）を設立。
- 同年 - 大峰炭鉱（福岡県）を譲り受ける。
- 1940年（昭和15年） - 古河虎之助が死去。
- 1941年（昭和16年） - 「古河合名会社」と「古河鉱業株式会社」が合併し「古河鉱業株式会社」として現在の形態の基礎を完成。
- 同年 - クローム鉱山（フィリピン・ルソン島）の開発命令を軍部より受ける。
- 1942年（昭和17年） - ビンタン島、バタム島のボーキサイト鉱山の採掘命令を商工省より受ける。
- 同年 - 増資を行い、株式の一部を公開。
- 同年 - 機械部門を足尾製作所として、足尾鉱業所から独立させる。
- 同年 - 神戸発電所（群馬県）が竣工。
- 1943年（昭和18年） - サンバレスクローム鉱業所（フィリピン）を設置。
- 同年 - パナン鉱業所（フィリピン）を設置。
- 同年 - ランポンゴム園（インドネシア）の経営に着手。
- 1944年（昭和19年） - 軍需会社に指定される（軍需会社第1次指定）。
- 同年 - 東亜化学製錬大阪製錬所を買収し、大阪製錬所として化学部門へ進出。
- 同年 - 栃木県に足尾銅山機械部門の小山工場を建設。
- 1945年（昭和20年） - 古河従純が社長辞任（第2次世界大戦の終戦に伴い）。
- 同年 - GHQが財閥解体と15財閥の資産凍結を指令（古河も含まれる）。
- 同年 - 制限会社令（GHQ）に基づく制限会社の指定を受ける。
- 1946年（昭和21年） - 岡田完二郎がGHQの公職追放令に基づく追放指定を受け、社長辞任。
- 同年 - 会社経理応急措置法による特別経理会社に指定される。
- 同年 - 持株会社整理委員会による持株会社に指定される。
- 1947年（昭和22年） - 古河鉱業金属鉱山労働組合協議会（翌年に古河鉱業金属鉱山連合組合連合会と改称）を結成。
- 1948年（昭和23年） - 過度経済力集中排除法による指定（これにより、金属・石炭・機械の3部門への分離論が起こる）。
- 1949年（昭和24年） - 東京証券取引所第一部に上場。
- 同年 - 過度経済力集中排除法による指定解除。
- 同年 - 日新興業（株）（のち古河興産）を設立。
- 1950年（昭和25年） - 群馬県に削岩機部門の高崎工場を建設する（旧・高崎工場）。
- 同年 - 制限会社の指定解除。
- 1951年（昭和26年） - 大阪製錬所で酸化チタン、亜酸化銅の製造を開始。
- 同年 - 持株会社の指定解除。
- 同年 - 古河鉱業炭鉱労働組合連合会を結成。
- 同年 - 古河鉱業労働組合協議会を結成。
- 1954年（昭和29年） - 足尾機械（株）を設立。
- 同年 - 古河三水会（古河グループの社長会）が発足。
- 同年 - フィンランドのオートクンプ社から自熔製錬技術を導入。
- 同年 - 大分鉱業（株）を設立。
- 1956年（昭和31年） - 足尾製錬所で自熔製錬設備が完成。
- 1957年（昭和32年） - 古河不動産（株）を設立。
- 1959年（昭和34年） - 大任産業（株）（のち大峰産業）を設立。
- 同年 - テイクル（株）を設立。
- 1960年（昭和35年） - 石油販売業務を開始。
- 同年 - 古河石油商事（株）を設立。
- 同年 - 代々木スタンド（株）を設立。
- 同年 - 平塚化工機（株）を設立。
- 同年 - 好間産業（株）を設立。
- 1961年（昭和36年） - 古河削岩機販売（株）を設立。
- 同年 - 好間運輸（株）を設立。
- 同年 - 好間火力発電所が竣工。
- 同年 - 大阪製錬所で濃硫酸の製造を開始。
- 1962年（昭和37年） - 新大峰炭鉱（株）を設立。
- 同年 - 足尾製錬所で古河・オートクンプ式自熔製錬設備が完成。
- 同年 - スポーツ用ボーリングの開発が完了し、販売を開始。
- 同年 - 小山工場でクローラショベルの生産を開始。
- 同年 - 高純度金属ヒ素の研究開発が完了し、99.999%製品の販売を開始。
- 同年 - 海外鉱物資源開発（株）に資本参加。
- 同年 - 雨竜炭鉱（株）を設立。
- 1963年（昭和38年） - 大阪運輸（株）を設立。
- 同年 - 目尾産業（株）を設立。
- 同年 - 英国ゼネラル・エレクトリック・カンパニーと技術提携。
- 同年 - 小名浜製錬（株）へ資本参加。
- 1964年（昭和39年） - 好間炭鉱（株）を設立。
- 同年 - カナダ・マウントワシントン鉱山と融資買鉱契約を締結。
- 1968年（昭和43年） - コンゴ鉱山開発（株）に資本参加。
- 1969年（昭和44年） - マムート鉱山開発（株）に資本参加。
- 1970年（昭和45年） - 日本ボーマク（株）資本参加。
- 同年 - 古河グループが万国博覧会（大阪万博）に「古河パビリオン」を出展。
- 同年 - 西ドイツ・IFB社と技術提携。
- 同年 - 下山田炭鉱を閉山し、石炭採掘部門から撤退。
- 同年 - 西ドイツ・EWK社と技術提携。
- 同年 - スイス・スルザー社と技術提携。
- 同年 - 従業員持株会（のち茜会）が発足。
- 1971年（昭和46年） - 日比共同製錬（株）に資本参加。
- 同年 - 群馬県にボウリング部門の吉井工場を建設。
- 1972年（昭和47年） - 西ドイツ・ウエザーヒュッテ社と技術提携。
- 同年 - 西ドイツ・アーゼンドルフ社と技術提携。
- 同年 - スイス・セイフ&レインフォースメント社と技術提携。
- 同年 - 福島県に電子材料部門のいわき工場、東京都日野市に日野研究所を建設。
- 同年 - 定款の一部変更により、会社の目的に石油製品の販売、電子材料の製造販売、建設業を追加。
- 同年 - 授権株式数を2億株から4億株に増加。
- 同年 - 英文社名を「Furukawa Mining Co.,Ltd.」から「FURUKAWA CO.,LTD.」へ変更。
- 同年 - 古河プラント建設（株）を設立。
- 同年 - 足尾建設（株）を設立。
- 同年 - ベルギー・マゴト社と技術援助契約を締結。
- 1973年（昭和48年） - 古河マゴト（株）を設立。
- 同年 - 足尾事業所鉱山部を廃止（足尾銅山の閉山）。
- 同年 - 株式会社古河を設立。
- 同年 - 栃木県に建設機械部門の壬生工場を建設。
- 同年 - 阿仁鉱山（株）を設立。
- 同年 - 本店・支店・営業所・事務所にて週休2日制を実施。
- 1976年（昭和51年） - 高崎新工場完成、移転。
- 1986年（昭和61年） - 立体駐車装置の開発と製造に進出。
- 同年 - いわき工場の高純度金属ヒ素製造設備を増設。
- 1987年（昭和62年） - 電解コンデンサー用アルミ箔化成事業に進出。
- 同年 - 「（株）ユニック」を買収。
- 同年 - 「（株）ユニック」の製造部門（千葉県佐倉市）を譲り受け、佐倉工場とする。
- 1988年（昭和63年） - 定款一部変更により、会社の目的の記載を整備するとともに、不動産の売買、賃貸、仲介、管理を追加。
- 1989年（平成元年） - 社名を「古河鉱業株式会社」から「古河機械金属株式会社」に変更。
- 同年 - 授権株式数を4億株から8億株に増加。
- 1990年（平成2年） - アメリカのブレーカ製造会社を買収。
- 1997年（平成9年） - オーストラリアに銅製錬会社「PORT KEMBLA COPPER PTY.LTD.」を設立。
- 同年 - タイにユニック製品・部品の製造会社「FURUKAWA UNIC THAILAND CO.,LTD.」を設立。
- 1998年（平成10年） - オランダに削岩機製品の販売会社「FURUKAWA ROCK DRILL EUROPE B.V.」を設立。
- 同年 - 金属、電子化成品に関連する研究を集約し、素材総合研究所を新設。
- 同年 - 日野研究所を廃止。
- 1999年（平成11年） - 素材総合研究所を茨城県つくば市に移転。
- 同年 - 建機部門を分離し、生産を「古河建機（株）」（旧・壬生工場）に、販売を「古河建機販売（株）」に移管。
- 同年 - 経営機構の改革として執行役員制度を導入。
- 2000年（平成12年） - いわき鋳造工場を足尾工場に統合（いわき鋳造工場を廃止）。
- 同年 - 新製品の開発機関として商品研究所を、機械の研究機関として技術研究所を新設（ともに東京都日野市）。
- 同年 - 「古河建機（株）」を「日立建機（株）」との合弁会社化。「日立古河建機（株）」に社名変更。
- 2002年（平成14年） - 研究企画室と商品研究所を統合し、開発部として再編。
- 同年 - 化合物半導体に関連する研究機関として半導体装置事業室を新設。
- 2003年（平成15年） - 韓国に削岩機製品の販売会社「FURUKAWA ROCK DRILL KOREA CO.,LTD.」を設立。
- 同年 - 「古河不動産（株）」を合併し社内に不動産本部を設立。
- 同年 - 日光発電事務所で営んでいた水力発電事業を会社分割し、事業譲渡。
- 同年 - 中国にユニッククレーンの製造販売のための合弁会社「泰安古河机械有限公司」を設立。
- 同年 - 鋳造品事業を「古河キャステック（株）」へ営業譲渡することにより分社。
- 同年 - 第三者割当による新株発行を実施。
- 2004年（平成16年） - 金属製錬事業を会社分割し「古河メタルリソース（株）」を新設。
- 同年 - 産業機械の製造販売、建設業などを営む「古河産機システムズ（株）」を設立。
- 同年 - 「日立古河建機（株）」の株式を「日立建機（株）」へ譲渡。
- 2005年（平成17年） - 産業機械、開発機械（ロックドリル）、ユニック、金属、電子、化成品の主要6事業部門を会社分割し、事業持株会社体制（古河機械金属グループ）に移行。
- 2006年（平成18年） - 中国に削岩機製品の販売会社「FURUKAWA ROCK DRILL SHANGHAI CO.,LTD.」を設立。
- 同年 - 「古河産機システムズ（株）」より一般機械事業を「大塚鉄工（株）」へ営業譲渡し、社名を「古河大塚鉄工（株）」へ変更。
- 2007年（平成19年） - 鉱山・土木分野向け建設機械・工具事業において「古河ロックドリル（株）」が「三菱マテリアル（株）」と業務提携。
- 同年 - 「（株）パウテック」と窒化ガリウム系半導体エピ基板事業に関して資本・業務提携。
- 2008年（平成20年） - 「古河産機システムズ（株）」が「古河大塚鉄工（株）」を吸収合併。
- 同年 - 窒化物半導体に関連する研究機関としてナイトライド事業室を新設。
- 同年 - 燃料事業を会社分割し「古河コマース（株）」に承継。
- 2009年（平成21年） - 塗料・化成品の製造・販売会社である「（株）トウペ（旧・東亜ペイント）」を連結子会社化。
- 2010年（平成22年） - 約106億円の増資計画を発表（詳細は特記事項を参照）。
- 2012年（平成24年） - 「古河コマース（株）」の全株式を「（株）宇佐美鉱油」へ譲渡。燃料事業から撤退。
- 2013年（平成25年） - 「（株）トウペ」の全株式を「日本ゼオン（株）」へ譲渡。塗料事業から撤退。

## 古河グループ

### 概要
古河グループは、現在、古河機械金属・古河電気工業・富士電機・富士通を中核理事会社として、横浜ゴム・ADEKA・日本ゼオン・日本軽金属ホールディングス・朝日生命保険・みずほ銀行を加えた10社の理事会社を中心に、会員会社51社、その他の準会員会社462社をもって任意団体の「古河三水会」を構成し、グループ各社相互間の緊密なる協調を図り、それぞれの企業活動の強化促進に努めている（グループ会社数は523社・従業員数は約25万人）。三水会という名称は、古河グループの社長会の開催日が毎月第三水曜日であることに由来する。
古河グループの歴史の源は、日本の鉱山王と言われた古河市兵衛が明治8年（1875年）に「進業専一」を信条に産銅事業（現在の古河機械金属）に乗り出したことに始まる。明治35年（1905年）には組織を古河鉱業会社とし、以後、事業の近代化、企業の多角的な発展を目指し、今日の古河グループの繁栄の基礎を築いた。古河グループの各企業は、金属、機械、電線、ゴム、化学、電機、通信機、軽金属、電子工業、サービス等、産業界の様々な分野で、それぞれの特性を発揮しながら活躍している。

### 古河グループにおける古河機械金属の位置付け
古河財閥（現・古河グループ）の各社は、そのほぼ全てが古河鉱業（現・古河機械金属）の一部門としてスタートしている。
例えば、古河電気工業は古河鉱業から分離独立した（本所鎔銅所、横浜電線製造、日光電気精銅所の3社が合併）（古河鉱業から見れば子会社）。富士電機製造（現・富士電機）は古河電工とドイツ社シーメンスの合弁で設立された（古河鉱業から見れば孫会社）。富士通信機製造（現・富士通）は富士電機から分離独立した（古河鉱業から見れば曾孫会社）。富士通ファナック（現・ファナック）は富士通から分離独立した（古河鉱業から見れば玄孫会社）。また、横濱護謨製造（現・横浜ゴム）は、古河とアメリカのグッドリッチ社の業務提携により設立。旭電化工業（現・ADEKA）は、古河と桂川電力（現・東京電力）、東京電気（現・東芝）の3社により設立。日本ゼオンは、古河とアメリカのグッドリッチ・ケミカル社の業務提携により設立。日本軽金属は、古河と東京電燈（現・東京電力）により設立。帝国生命保険（現・朝日生命保険）は、古河が株式の過半数を買い入れ経営権を取得した。
以上のような経緯から、古河機械金属は現在も古河グループ（古河三水会）の資料では筆頭に名を連ねている。また、古河機械金属の英文社名が「FURUKAWA CO.,LTD.」であるのも、こうした歴史的背景からである。

### グループ・メッセージ
古河グループは「未来をひらく古河グループ」をグループ・メッセージとして、世界的企業の構想のもとに新しい時代に即応するため、親密な協力連携により経済の国際化に対処しつつ、新規産業分野にも積極的に取り組み、人類福祉の使命に燃えて着実にその歩みを進めている。

### 理事会社
- 古河機械金属、古河電気工業、富士電機、富士通、横浜ゴム、ADEKA、日本ゼオン、日本軽金属ホールディングス、朝日生命保険

（これら古河グループ主要会社の間では、各社の株式を相互持合している）

### 会員会社
子会社や関連会社まで含めると膨大な数に上るため、ここでは、古河グループの社長会である古河三水会理事会社、及び会員会社の主要会社のみを挙げる。
- 金属
  - 古河機械金属、日本軽金属ホールディングス、日本製箔、UACJ、古河テクノマテリアル、日本ギア工業
- 電気・電子
  - 古河電気工業、富士電機、富士通、古河電池、理研電線、古河AS、岡野電線、ミハル通信、正電社、富士電機機器制御、アドバンテスト、富士通ゼネラル、新光電気工業、富士通フロンテック、FDK、富士通テレコムネットワークス、デンソーテン、PFU
- 化学
  - 横浜ゴム、ADEKA、日本ゼオン、トウペ、日本農薬、関東電化工業、タキロンシーアイ
- サービス
  - 朝日生命保険、古河林業、古河産業、SBS古河物流、富士電機ITソリューション、富士古河E&C、富士オフィス&ライフサービス、富士通エフサス、富士通Japan、富士通アドバンストエンジニアリング、富士通ネットワークソリューションズ、富士通パーソナルズ、日軽産業、澁澤倉庫、みずほ銀行、みずほ証券、損害保険ジャパン

### スポーツ
古河電気工業サッカー部とJR東日本サッカー部が合併して設立された「ジェフユナイテッド市原・千葉」、富士通サッカー部として設立された「川崎フロンターレ」、という2つのJリーグのクラブチームを有している。

### 古河記念基金
財団法人古河記念基金は、古河グループ各社ならびに個人の支援・協力により、育英事業と学術振興事業を主目的として1965年に設立された。日本人学生および外国人学生に対する奨学事業、大学に対する研究費援助などを行っている。基金の理事長は藤田譲・朝日生命保険最高顧問、常務理事は岩崎誠・古河三水会事務局長、理事等の役員には古河三水会（古河グループ）各社の代表者が就任している。
古河機械金属グループからも、相馬信義・古河機械金属社長が理事、小林勉・トウペ社長が監事、山下南海男・古河機械金属特別顧問が評議員、吉野哲夫・古河機械金属相談役が相談役を務めている。なお、基金の理事・監事・評議員・相談役等の役員はいずれも無報酬である。

### 大阪万博の古河パビリオン
1970年の日本万国博覧会（大阪万博）で、古河グループ（以下の各社）は「古代の夢と現代の夢」というテーマを「東大寺七重の塔とコンピュートピア」で表現したパビリオンを出展した。
古河鉱業（現・古河機械金属）、古河電気工業、旭電化工業（現・ADEKA）、横浜ゴム、富士電機、富士通、日本軽金属、日本ゼオン、朝日生命保険、第一銀行（現・みずほ銀行）、東亜ペイント（現・トウペ）、大成火災海上保険（現・損害保険ジャパン）、古河化学（現・JXTGエネルギー）、古河アルミ（現・UACJ）、古河電池、古河マグネシウム、古河産業、日本農薬、ハマ化成（現・タキロンシーアイ）、金町ゴム、富士電気化学（現・FDK）、日軽アルミ（現・日本軽金属）、日軽商事（現・日軽産業）、澁澤倉庫、日本製箔、東海金属、古河鋳造、富士ディーゼル、古河特殊金属（現・古河テクノマテリアル）。
- 「古代の夢」＝「東大寺七重の塔」
  - 再現された七重の塔は、最上階の七層へはエレベーターで上がり、展望回廊から万博会場を見渡すことができた。

- 「現代の夢」は「コンピュートピア」
  - コンピュートピアとは、コンピュータによって実現される便利で楽しい世界（ユートピア）である。会場には、富士通が製作した最新鋭の純国産コンピュータが展示された。

- 古河パビリオンは3室に分かれており、第1室「導入部」はテーマディスプレイ・メビウスの環、第2室「実験劇場」はコンピュータ・ハンド・ゲーム、電車の運転テスト、碁とコンピュータ、コンピュータ・ドレス・デザイナー、キャッシュレス・ショッピング、第3室はコンピュータ・ミュージカル・ホール、テレビ電話コーナー、で構成されていた。

- 古河パビリオンは未来的建築の並ぶ会場内であえて「外し」狙いで古典的に東大寺の過去に雷で燃失した七重塔を再現していた。会期終了後、東大寺より移設の要望もあったが、資金上の問題もあり最上部の相輪部のみ寄贈されるにとどまる（大仏殿回廊の東側に建てられている）。

### 歴代当主
- 初代 - 古河市兵衛（1832年〜1903年）
- 2代目 - 古河潤吉（1870年〜1905年）（陸奥宗光の次男だが、古河家の養子となった。米国コーネル大学留学）
- 3代目 - 古河虎之助（1887年〜1940年）（古河市兵衛の実子、妻は西郷隆盛の弟・西郷従道の娘である不二子。米国コロンビア大学留学。男爵）
- 4代目 - 古河従純（1904年〜1967年）（西郷従道の子である西郷従徳の子。妻は古河市兵衛の孫娘・幸子。米国ハーバード大学留学。男爵）
- 5代目 - 古河潤之助（1935年〜）（現当主）

ちなみに、古河従純の長男・古河潤之助（1935年東京生まれ、慶應義塾大学経済卒）は元古河電気工業社長（現・相談役）（現・古河機械金属社外取締役）、次男・古河久純は古河林業会長、三男・古河正純（1938年東京生まれ、学習院大学政経卒）は元古河産業社長、四男・古河建純（1942年東京生まれ、慶應義塾大学工卒）は元ニフティ社長（元富士通常務）、五男・古河直純（1944年東京生まれ、慶應義塾大学経済卒）は日本ゼオン社長。
古河従純の子息は、全て古河グループ各社へ入社し役員となっているが、これは財閥系企業では非常に珍しいことである。その理由としては、従純が第二次世界大戦敗戦直後の古河財閥の大混乱下において、米国ハーバード大学留学時の人脈を活かし財閥解体や公職追放の影響を最小限に抑えようと奔走・尽力したことが挙げられる。この従純の終戦時の対応が大きな信頼を勝ち得て、戦後も古河一族は古河グループ各社から好意的に受け入れられた。

### 現当主（5代目）の略歴
- 古河潤之助（ふるかわ・じゅんのすけ）
  - 1935年、東京生まれ
  - 1958年、慶應義塾大学経済学部卒業
  - 同年、米国ウィリアムス・カレッジ留学
  - 1959年、古河電気工業（以下、当社）入社
  - 1968年、古河林業代表取締役会長
  - 1985年、当社取締役（電子機器営業部長、電子線材事業部長ほか）
  - 1989年、当社常務取締役（情報通信事業本部長ほか）
  - 1991年、当社専務取締役（営業本部長）
  - 1994年、当社取締役副社長
  - 1995年、当社代表取締役社長
  - 2003年、当社代表取締役会長CEO
  - 2004年、当社代表取締役会長
  - 同年、当社取締役相談役
  - 2007年、当社相談役（現職）
  - 2010年、古河林業取締役相談役（現職）

（1995年より、古河機械金属社外取締役）
この間、横浜ゴム社外監査役、朝日生命保険社外監査役、川崎汽船社外取締役、インターネットイニシアティブ社外取締役など歴任。
妻は、久邇宮朝融王（皇族、のち皇籍離脱）の第5王女・典子（1941年〜）。

## 社名の変遷
- 古河本店（1875年 - 1905年）
- 古河鉱業会社（1905年 - 1911年）
- 古河合名会社（1911年 - 1917年）
- 合名会社古河鉱業会社（1917年 - 1918年）
- 古河鉱業株式会社（1918年 - 1933年）
- 古河石炭鉱業株式会社（1933年 - 1941年）
- 古河鉱業株式会社（1941年 - 1989年）
- 古河機械金属株式会社（1989年 - ）